# Besigheimer Straße 9 (Ottmarsheim)

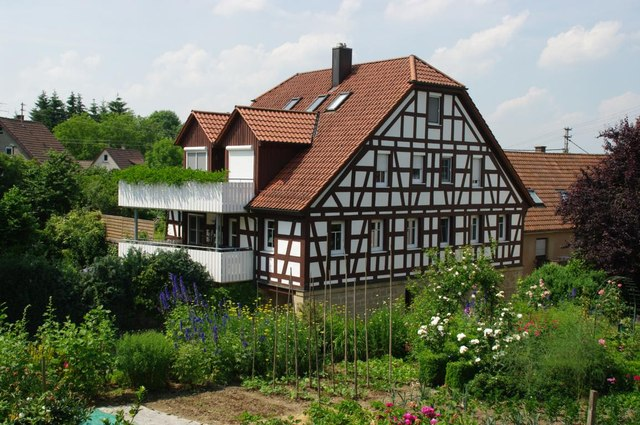
Fachwerkhaus Besigheimer Straße 9 in Ottmarsheim (2010)

Das Gebäude Besigheimer Straße 9 in Ottmarsheim, einem Stadtteil von Besigheim im Landkreis Ludwigsburg in Baden-Württemberg, wurde im 18. Jahrhundert errichtet. Das Fachwerkhaus mit Scheune und Garten, in Hanglage am westlichen Kirchberg, ist ein geschütztes Kulturdenkmal. 
Das eingeschossige Wohnhaus über hohem Keller- bzw. Sockelgeschoss steht giebelständig zur Besigheimer Straße. Es schließt nach oben mit zwei Dachgeschossebenen unter einem Krüppelwalmdach ab. An der Besigheimer Straße hat das Haus ein rundbogiges Kellertor. Ansonsten wird das Gebäude von der Schulstraße aus erschlossen.
Östlich des Wohnhauses steht eine massiv gemauerte Scheune mit Satteldach und traufseitiger Toreinfahrt aus dem 18. Jahrhundert mit jüngeren Veränderungen.
Südlich der Hofanlage liegt eine große ummauerte historische Gartenfläche. An der Stelle dieser Hofanlage soll bis ins 17. Jahrhundert ein Schloss gestanden haben. 
Das unweit der Pfarrkirche St. Hippolyt stehende Wohnhaus ist ein wichtiges Zeugnis einer gehobenen, großbäuerlichen Architektur des 18. Jahrhunderts.